# منصوره قصری
منصوره قصری (۱۰ اردیبهشت‌ ۱۳۱۵ – ۱۶ شهریور ۱۳۸۴) که با نام بهجت قصری نیز شناخته می‌شد، خوانندهٔ برجستهٔ سوپرانوی اپرای ایرانی بود.
منصوره قصری از شاگردان استاد بزرگ اپرای ایران فاخره صبا بوده و تحصیلات عالیه موسیقی‌اش را در آکادمی موسیقی و هنرهای زیبای وین به پایان برد و به دلیل توانایی بالایش در آواز، خواننده تک‌خوان اپرای شهر کلاگنفورت در اتریش شد و تا زمانی که برای اجرای اپرای آتوسا به ایران دعوت شد با این اپرا همکاری داشت.
قصری هنگام همکاری برای اجرای اپرای آتوسا با توماس کریستین داوید آشنا شد و با هم ازدواج کردند. داوید در آن سالها به دعوت مهدی برکشلی مدیر گروه موسیقی دانشگاه تهران شده بوده. منصوره قصری پس از ازدواج با داوید بیشتر از خوانندگی به تدریس آواز می‌پرداخت. او در سفرهایی که سالهای بعد به ایران داشت نیز آواز تدریس می‌کرد.
منصوره قصری در اپراهای موفق دیگری نیز نقش داشت نظیر دستبرد به حرمسرا ساخته موتزارت ولی هیچ‌یک از این آثار در دسترس عموم نیستند (اندکی از آثار اپرای تهران در آرشیوهای خصوصی هنرمندان اپرای آن زمان است و بعضی در آرشیوهای دولتی). تنها اثر از صدای ضبط شده بهجت قصری در بازار موسیقی ایران مجموعه رنگین کمون است.
او در تابستان سال ۱۳۸۴ بر اثر سرطان در وین درگذشت.